# Mars 1782
Cette page présente les faits marquants du mois de mars 1782.

## Événements

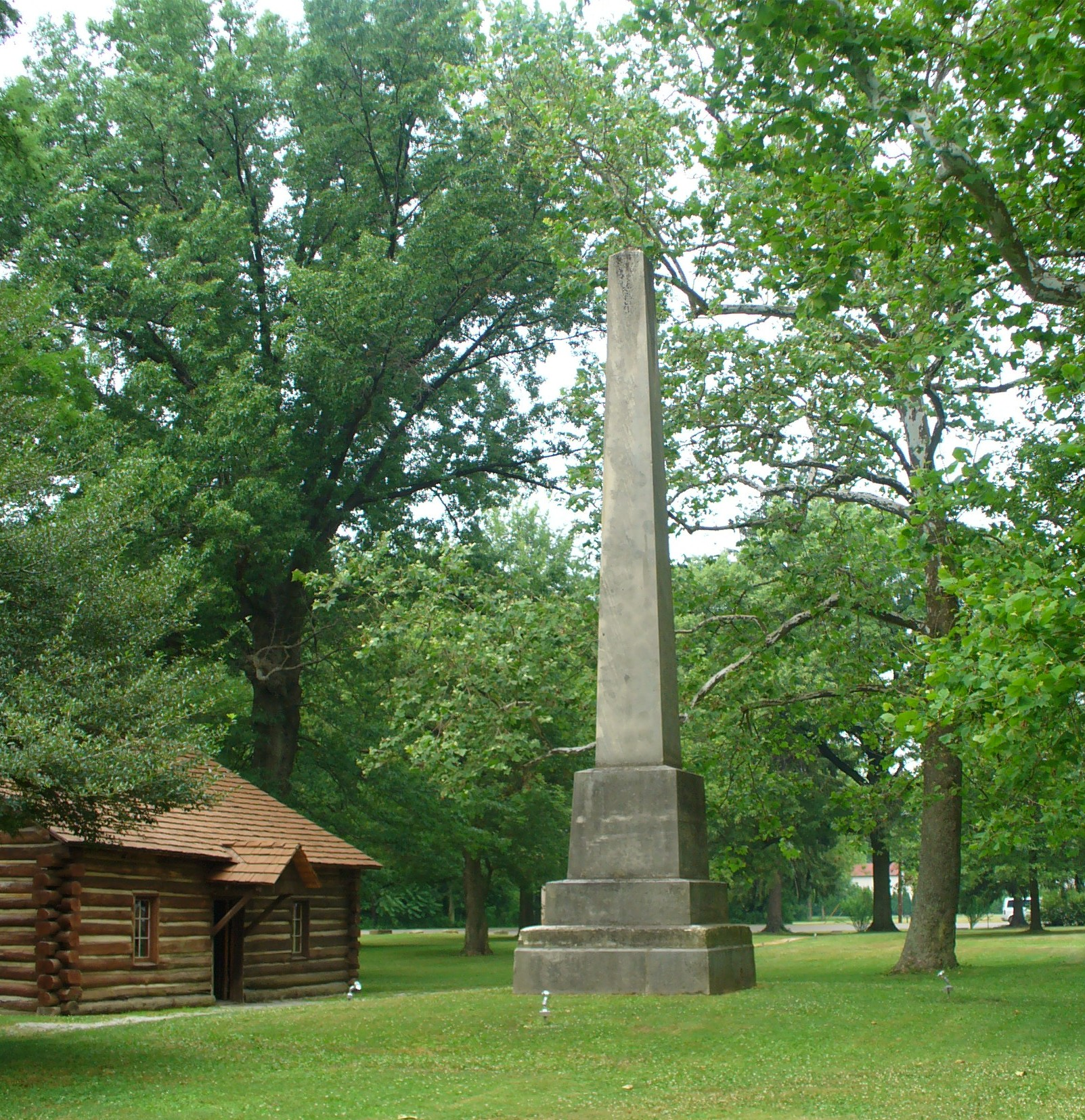
Monument commémorant le Massacre de Gnadenhütten.
Inscription: Here triumphed in death ninety Christian Indians, March 8, 1782.

- 8 mars : massacre de Gnadenhütten[1] : Dans l'Ohio, 96 indiens chrétiens de la tribu des Lenapes dont 60 femmes et enfants sont tués et scalpés par 160 miliciens venant de Pennsylvanie en représailles aux incursions effectuées par un autre groupe d'Indiens.

- 10 mars : l’amiral français Suffren débarque ses troupes à Porto-Novo, port contrôlé par Haidar Alî en Inde[2].

- 20 mars[3], Royaume-Uni : démission de Lord North, mis en minorité aux Communes, et de tous ses collègues. De mars 1782 à décembre 1783, le roi ne peut imposer les ministres de son choix.

- 22 mars : arrivée du pape Pie VI à Vienne[4], qui tente de s’opposer à la politique ecclésiastique centralisatrice de Joseph II (Joséphisme). Il est reçu froidement par Joseph II et Kaunitz. Un concordat est signé le 20 janvier 1784, établissant de nouveaux rapports entre Rome et les Habsbourg. Le pape obtient le maintien de la bulle Unigenitus, qui avait condamné le jansénisme[5].

- 23 mars, France : première édition du livre de Pierre Choderlos de Laclos, Les Liaisons dangereuses, la première édition comprend deux mille exemplaires qui sont vendus en un mois.

- 27 mars : Charles Watson-Wentworth devient Premier ministre du Royaume-Uni[3].

## Naissances
- 7 mars : Henryka Beyer, peintre allemande († 24 octobre 1855).
- 18 mars : John Caldwell Calhoun né en Caroline du Sud et mort le 31 mars 1850 à Washington D.C.. Il est un important politicien américain durant la première moitié du XIXe siècle. Il est le premier vice-président des États-Unis d'Amérique à être né après l'indépendance américaine, donc citoyen américain.
- 19 mars : Wilhelm von Biela (mort en 1856), officier de l'armée austro-hongroise et astronome amateur.

## Décès

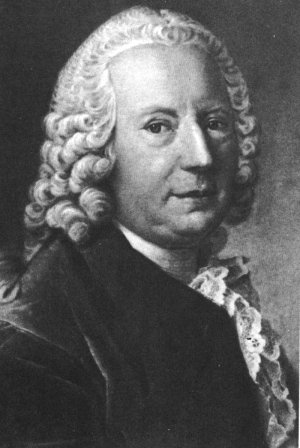
Daniel Bernoulli

- 9 mars : Félix Le Royer de La Sauvagère (né en 1707), ingénieur militaire et archéologue amateur français.
- 17 mars : Daniel Bernoulli (né en 1700), mathématicien suisse.